# Wendela Hebbe

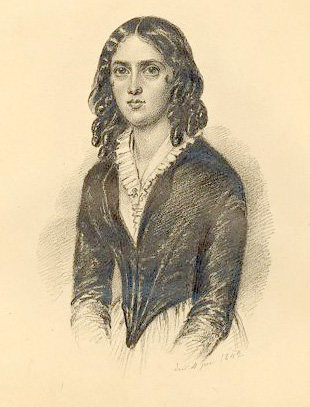
Wendela Hebbe, Zeichnung von Maria Röhl 1842

Wendela Hebbe, geborene Åström (* 9. September 1808 in Jönköping; † 27. August 1899 in Stockholm), war eine schwedische Journalistin, Schriftstellerin und Salonnière. Sie war die erste fest angestellte Journalistin bei einer schwedischen Zeitung. Sie hatte einen bedeutenden Platz in den radikalen literarischen Kreisen Schwedens Mitte des 19. Jahrhunderts und war ein nicht unumstrittenes Vorbild für die emanzipierte Frau.

## Leben
Wendela Hebbe war die älteste von drei Töchtern des Pfarrers Anders Samuel Åstrand und Maria Lund. Ihr Vater war literarisch und kulturell interessiert und erzog seine Töchter in diesem Sinne. Schon als Kind wurde sie zum Lesen und zur Beschäftigung mit Musik, Kunst und Literatur ermutigt. Sie wurde als musikalisch und literarisch begabt beschrieben und erhielt den Spitznamen "Fröken Frågvis" ("Fräulein Wissbegierig"). Esaias Tegnér war ein Bekannter ihres Vaters und ein häufiger Gast in dessen Haus. Berichten zufolge warb er schon in jungen Jahren und auch nach ihrer Heirat erfolglos um sie und widmete ihr viele seiner Gedichte. Sie lehnte ihn am Ende ab und die beiden hielten eine Freundschaft per Brief aufrecht.
Im Jahr 1832 heiratete sie den Juristen und Schriftsteller Clemens Hebbe (1804–1893), mit dem sie drei Töchter hatte, Fanny, Thecla und Signe. 1839 ging ihr Ehemann in Konkurs und floh aus dem Land: zunächst nach England, dann in die Vereinigten Staaten, und Wendela Hebbe musste allein für sich und ihre Töchter sorgen. Die Ehe mit Hebbe wurde erst 1864 aufgelöst. Sie ließ sich in Jönköping nieder und ging dem einzigen Beruf nach, der damals für eine gebildete Frau als gesellschaftsfähig galt: Sie wurde Lehrerin und erteilte Unterricht in Musik, Gesang und Zeichnen, was gerade so zum Lebensunterhalt reichte.
1841 wurde ihr erster Roman, Arabella, von Lars Johan Hierta, dem Chefredakteur der liberalen Zeitung Aftonbladet, veröffentlicht, und noch im selben Jahr wurde sie beim Aftonbladet angestellt, 1844 erhielt sie eine feste Stelle. Hebbe und Hierta hatten – obwohl beide verheiratet waren – eine langjährige Beziehung, was allgemein bekannt war und zu Anspielungen in der Presse und Gerüchten führte, dass sie ihre Position nur deswegen erhalte habe. 1852 bekamen sie einen gemeinsamen Sohn, Edvard. Er wurde im Geheimen während einer Reise nach Frankreich geboren: Hebbe erkannte ihn nie an, aber er war unter falschem Namen zeitweise ein Pflegesohn von Hierta und besuchte auch Hebbe von Zeit zu Zeit, bis er ein festes Zuhause in Deutschland erhielt. Ihr Sohn wurde später der Vater der Künstlerin Mollie Faustman.
Hebbe wird allgemein als die erste weibliche Journalistin in Schweden bezeichnet. Frauen schrieben mindestens seit Margareta Momma im Jahr 1738 Artikel in der schwedischen Presse, wobei die meisten von ihnen nicht identifiziert werden können, da sie unter Pseudonymen schrieben, aber Hebbe war wahrscheinlich die erste Journalistin, die eine feste Stelle bei einer schwedischen Zeitung erhielt, und war in diesem Sinne eine Pionierin ihres Berufsstandes. Erst im 19. Jahrhundert beschäftigte die schwedische Presse festes Personal, und Wendela Hebbe ist die erste Frau, die im Personalregister einer schwedischen Zeitung zu finden ist. Sie wird 1844–1851 im Personalregister von Aftonbladet aufgeführt, gefolgt von Marie Sophie Schwartz bei Svenska Tidningen Dagligt Allehanda in den Jahren 1851–1859.
Hebbe wurde zur Übersetzerin und Redakteurin des Kulturteils ernannt und war für die Berichterstattung über Kultur, Musik und Literatur zuständig. Sie rezensierte Literatur und Romane, Konzerte, Opernaufführungen und Theaterstücke und leitete den Serienteil. Sie ist dafür bekannt, dass sie in ihrem Ressort Debütanten förderte, indem sie deren Romane als Fortsetzungsromane veröffentlichte.
Neben ihrer kulturellen Tätigkeit war sie auch als Sozialreporterin aktiv und war wahrscheinlich die erste Reporterin in Schweden, die die Sozialreportage in Schweden einführte. Wendela Hebbe teilte die liberalen und humanitären Ansichten des Aftonbladet zu jener Zeit. Aufgrund ihres Geschlechts galt sie als geeignet für „weiche Fragen“ wie das soziale Elend unter den Armen, und sie erlangte mit ihrer ersten Sozialreportage Biskopens besök („Besuch des Bischofs“) im Jahr 1843 beträchtliche Aufmerksamkeit, ein Stück, das zur sozialen Debatte beitrug, die um diese Zeit in Schweden über Klassenunterschiede begonnen hatte. Mit ihren Berichten über soziale Ungerechtigkeiten gelang es ihr mehrfach, die Aufmerksamkeit auf reformbedürftige Bereiche zu lenken und hilfsbedürftige Menschen zu unterstützen.
Hebbe zog sich 1851 als Journalistin zurück, um sich auf eine Karriere als Romanautorin zu konzentrieren. Ihr Debütroman Arabella war noch ein konventioneller Liebesroman, aber ihre späteren Romane sind in einem realistischeren Stil geschrieben. Ihre Romane konzentrieren sich eher auf die Intrigen als auf die Figuren und sind stark mit ihrer eigenen Zeit verbunden. Ihre Romane enthalten sozialkritische Botschaften. Ihr Roman Brudarne wurde als ihr bedeutendster beschrieben und als der erste „Mädchenroman“ in Schweden bezeichnet. Als Romanautorin wurde sie als talentiert, aber nicht als originell angesehen, und sie hatte nie mehr als mäßigen Erfolg.
Erfolgreicher war sie als Autorin von Liedern und Gedichten für Kinder und Jugendliche. Ihre Kindergedichte waren von ihrer eigenen idyllischen Kindheit in Småland beeinflusst und schilderten Kinderspiele, Kinderreime und traditionelle Folklore. Vor allem ihre Märchen über Tiere wurden von Bjørn Bjørnson und Svend Grundtvig bewundert. Unter ihren Liedern wurden die Kompositionen Högt deruppe mellan fjällen („Hoch oben zwischen den Berggipfeln“) und Linnean sehr populär. Außerhalb ihres persönlichen Schaffens schrieb sie alte traditionelle Volksüberlieferungen und Lieder auf.
Wendela Hebbe war vor allem in den 1840er und 1850er Jahren eine zentrale Figur der liberalen Elite Stockholms und veranstaltete einen literarischen und musikalischen Salon, der zu einem Zentrum der liberalen literarischen und künstlerischen Welt wurde, die sich zum Rezitieren, Musizieren und Diskutieren traf. Zu ihrem Kreis gehörten Johan Jolin, Gunnar Olof Hyltén-Cavallius und auch Magnus Jacob Crusenstolpe, den sie in seinem Einsatz für die Redefreiheit unterstützte. Eine besondere Freundschaft verband sie mit Carl Jonas Love Almqvist, dessen schriftstellerisches Werk sie bewunderte, da sie ein gemeinsames Interesse an Sozialkritik hatten. Sie soll auch eine wichtige Rolle als Beraterin und Sekretärin bei der Entstehung von Almqvists Kompositionen gespielt haben. Ihre jüngste Tochter, die Sopranistin Signe Hebbe, erinnerte sich, dass ihre Mutter und Almqvist am Klavier saßen: „Almqvist zeigte mit einem Finger auf der Klaviertastatur, welchen Ton er wollte. [Meine Mutter] war es auch, die mit ihrer schönen, warmen Stimme die neuen Kreationen [von Almqvist] im Freundeskreis vorstellte“.  Almqvist schrieb ihr die Klavierkomposition Vendelas mörka lockar („Wendelas dunkle Locken“). Später lernte sie  Ellen Key und Herman Sätherberg kennen, zu deren Gedichten sie Musik komponierte.  Ihr Haus blieb jahrzehntelang ein Treffpunkt, auch nachdem sie 1878 aufgrund einer Krankheit nicht mehr gehen konnte.
Hebbe starb 1899 in Stockholm und wurde auf dem Norra begravningsplatsen in Solna beerdigt.

„Als Schriftstellerin allein kann man Hebbe keinen herausragenden Platz in unserer Geschichte einräumen. Aber als sammelnde und inspirierende Kraft im kulturellen Leben des Schwedens des 19. Jahrhunderts ist sie es wert, dass man sich an sie erinnert. Auch als eine der frühesten Vertreterinnen der Frauenemanzipation in unserem Land verteidigt sie ihren Platz als eine der bedeutendsten schwedischen Frauen ihres Jahrhunderts. Obwohl sie in vielerlei Hinsicht das "seelenvolle" Frauenideal der Romantik verkörperte, glich sie dies durch ihre Intelligenz und ihren klaren Realismus aus.“

## Nachleben

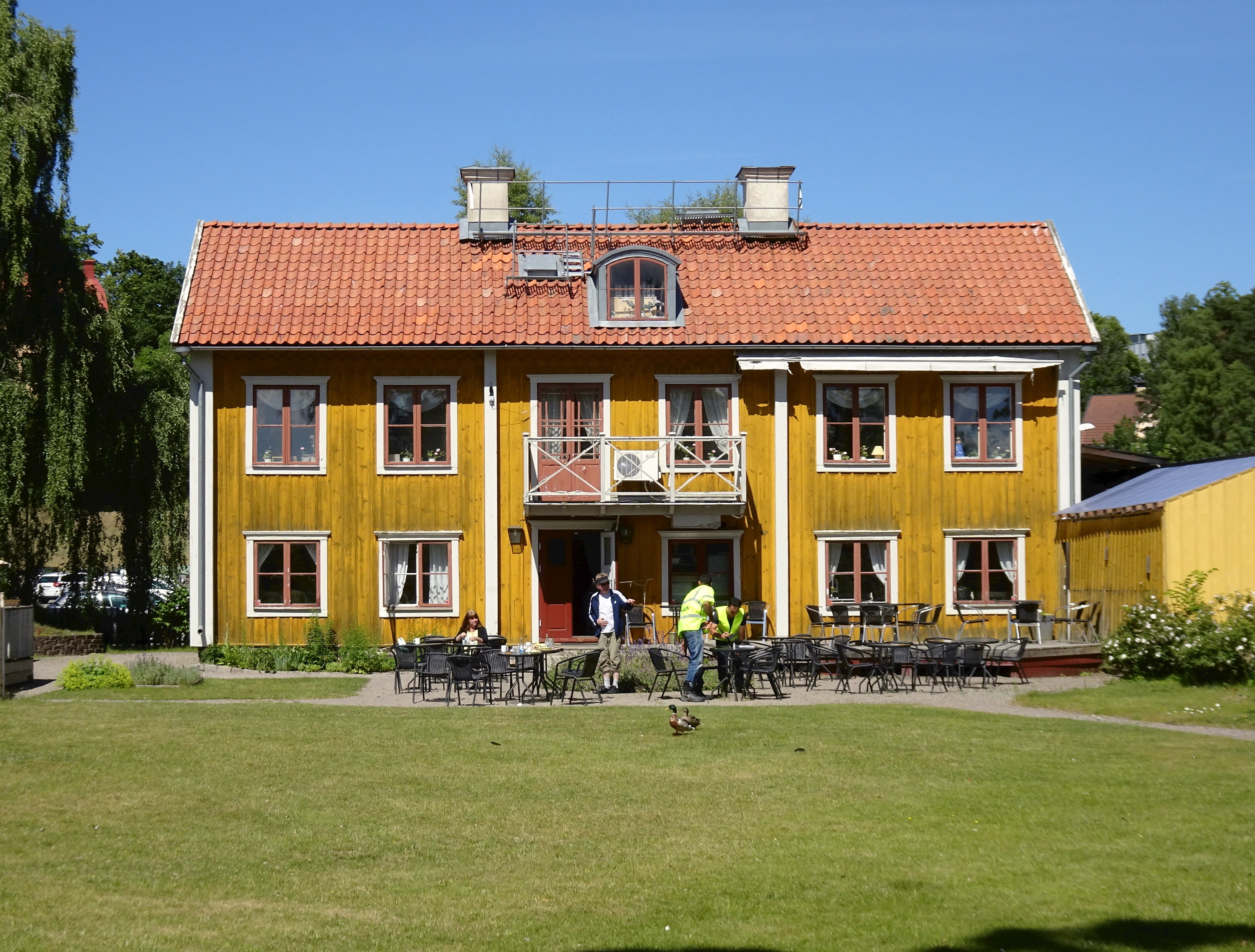
Hebbes Sommerhaus, 1917

1983 wurde der Verein Wendelas Vänner („Wendelas Freunde“) gegründet, um das Andenken an Wendela und Signe Hebbe zu bewahren. Der Verein erhält ihr Sommerhaus in Södertälje, das ihr 1863 von Hierta geschenkt wurde, und machte es zu einem Museum. Seit 2008 vergibt der Verein in Zusammenarbeit mit der Linné-Universität an Journalisten den mit 50.000 SEK (ca. 5.000 Euro) dotierten Wendelapriset für die beste schriftliche Sozialreportage in Schweden.
Das Gymnasium Wendela Hebbegymnasiet in Södertälje ist nach ihr benannt.

## Werke (Auswahl)
- Arabella (Roman, 1841)
- Svenska skaldestycken för ungdom (Gedichte für „junge Leute“, 1845)
- Arbetkarlens hustru („Die Frau des Arbeiters“) (Reportage, 1846)
- Brudarne („Die Bräute“) (Roman, 1846)
- En fattig familj („Eine arme Familie“) (Reportage, 1850)
- Tvillingbrodern („Zwillingsbruder“) (Roman, 1851)
- Lycksökarna („Die Glücksritter“) (Roman, 1852)
- Dalkullan (Drama, 1858)
- I Skogen („Im Wald“) (Kinderbuch, 1871)
- Bland trollen („Unter Unholden“) (Kinderbuch, 1877)
- Under hängranarne („Unter hängenden Zweigen“) (Roman, 1877)